# Ptahmose III
Pour les articles homonymes, voir Ptahmose.
Ptahmose III est un grand prêtre de Ptah qui a exercé son pontificat à Memphis sous le règne d'Amenhotep III, pharaon de la XVIIIe dynastie.

## Carrière
Ptahmose nous est connu notamment par une statue cube de grande dimension provenant de Memphis, plus particulièrement du temple de Ptah-Sokar-Osiris, dans lequel la statue du grand prêtre avait été placée afin d'y recevoir quotidiennement des offrandes.
Le dignitaire, en habits de grand prêtre, coiffé de la perruque à natte latérale, caractéristique de sa fonction pontificale, est figuré accroupi les bras croisé sur les genoux. Assis sur un coussin carré, il regarde droit devant et tient dans la main gauche une amulette. Le socle de la statue ainsi que le pilier dorsal de la statue sont couverts d'inscriptions mentionnant son nom et ses titres de grand prêtre de Ptah ainsi qu'une déclaration à l'attention des grands prêtres qui lui succéderont au pontificat afin que son nom soit répété et que l'on offre à sa statue du pain, de la bière et autres offrandes déposées sur l'autel du dieu.
La statue elle-même est ornée des cartouches d'Amenhotep III.
On y lit également sa filiation, en tout cas le nom de son père : Menkheper, premier prophète d'un dieu qui n'est pas mentionné mais qui est probablement local. Ptahmose est donc issu d'une famille de prêtres de Memphis et a certainement débuté tôt sa carrière au service du dieu des artisans. 
Le fait que Ptahmose se distingue en citant le nom de son père est plus qu'une simple piété filiale. En effet, Ptahmose est au moins le troisième grand prêtre de la dynastie à porter ce nom et il était important sur les monuments qui lui étaient consacrés qu'il soit ainsi distingué afin que le produit des offrandes ou des formules et prières qui lui étaient adressées lui parvienne bien et qu'il n'y ait ainsi pas d'erreur de destinataire.
Ainsi, le Rijksmuseum van Oudheden de la ville de Leyde conserve la partie supérieure d'une stèle présentant un groupe de prêtres memphites en haut relief tandis que le musée Petrie de Londres en conserve la partie inférieure. Cette stèle a été commandée par un dignitaire et prêtre memphite Méryptah. Ce Méryptah appartient à une prestigieuse famille de la ville du dieu Ptah dont la stèle donne les principaux membres. On y reconnaît Méryptah donc, le dédicant de ce monument, son frère Ptahmose, second grand prêtre de Ptah à avoir porté ce nom pendant la XVIIIe dynastie ainsi que leur parent le vizir Thoutmôsis qui a exercé ses fonctions sous le règne de Thoutmôsis III et la dame Taouy. Enfin un cinquième personnage apparaît sur la gauche de ce groupe familial : il s'agit de Ptahmose le fils de Menkheper. La présence de Ptahmose pourrait indiquer qu'il a procédé lui-même à l'érection de cette stèle alors qu'il avait succédé à son prédécesseur et homonyme. Comme il est presque contemporain de ce dernier au point d'achever la commande de cette stèle, on comprend d'autant plus la nécessité de se distinguer en mentionnant le nom de son père. 
La statue de Florence procède de ce principe également afin que l'on distingue ses propres monuments consacrés dans le temple du dieu Ptah de ceux de Ptahmose II qui à n'en pas douter en érigea également en bonne place dans le même sanctuaire.
Charles Maystre, dans son étude sur les grands prêtres de Ptah, attribue à Ptahmose une stèle conservée au musée d'Avignon ainsi qu'une coudée exposée quant à elle au musée de Leyde.
Ces deux pièces conservent en effet des inscriptions au nom d'un grand prêtre Ptahmose mais sans précision de filiation, ce qui est étonnant au vu de ce qui précède. En revanche, et c'est cet argument que l'auteur développe pour confirmer leur attribution, les titres qui y sont développés présentent de fortes analogies avec ceux de Ptahmose III que l'on peut lire sur la statue du musée de Florence.
Parmi tous ces titres qui lui sont attribués et qui peuvent retracer sa carrière on relèvera notamment ceux de :
- noble : titre honorifique qui peut tout aussi bien indiquer ses origines aristocratique ;
- gouverneur : bien que lorsque ce titre soit cité, il n'y ait aucune précision supplémentaire, ce qui pourrait en faire un titre purement honorifique, il y a tout lieu de penser que pour les grands prêtres de Ptah, il correspond à une fonction réelle rattachée soit spécifiquement au domaine de Ptah, soit plus largement au nome memphite ;
- trésorier du roi : titre qui fait de Ptahmose le ministre des finances du gouvernement du roi ;
- compagnon unique : titre cette fois honorifique qui traduit la proximité du dignitaire avec son souverain ;
- supérieur des secrets du ciel et de la terre : sur la statue de Florence ce titre est plus précis : « supérieur des secrets dans Hout-ka-Ptah » et « qui a accès au secrets de la Grande Place ». Ces titres éminemment religieux traduisent à la fois la place hiérarchique qu'occupe Ptahmose dans le clergé du dieu Ptah mais également une position importante dans les rites pratiqués dans les sanctuaires ou lors des cérémonies, les secrets représentant ici les textes sacrés qui étaient conservés dans les bibliothèques des temples.
- préfet de la ville : la ville en question est à identifier à Memphis même. Sur l'un des documents précités il est même précisé du pays entier ce qui indiquerait que la fonction de Ptahmose ait largement débordé le seul territoire memphite ;
- directeur de tous les travaux du temple de Ptah : cette fonction s'apparente à celle d'architecte en chef de Memphis ;
- homme aux grandes enjambées lors du halage de Sokar : ce titre est spécifique aux cérémonie sokariennes qui se déroulaient au mois de Khoiak, cérémonies religieuses qui se déroulaient dans tous les temples du pays. Un autre titre qui s'y apparente est celui de « conducteur vigilant du Seigneur de Vérité ». Ils indiquent la place prééminente du grand prêtre dans ces cérémonies dont le point d'orgue était la sortie de la barque sacrée Hemou du dieu Sokar qui était conservée dans le temple du dieu à Memphis ;
- celui qui nourrit les dieux grands : associé à d'autres titres similaires, cette fonction spécifie la fonction du grand prêtre dans la délivrance quotidienne des offrandes divines ;
- prêtre sem : fonction sacerdotale spécifique au haut clergé de Ptah ;
- grand des chefs des artisans : titre du grand pontife memphite.

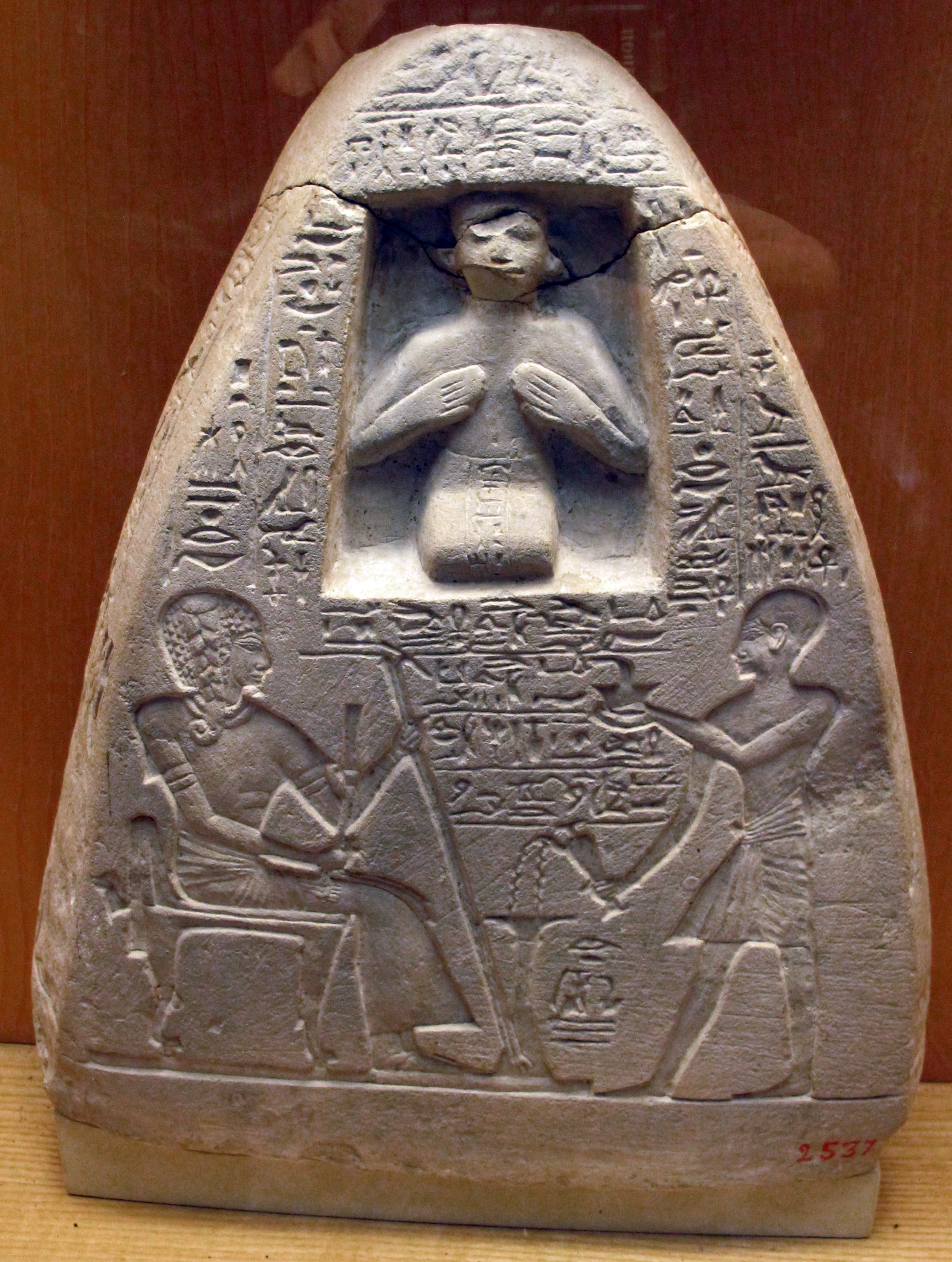
Stèle triangulaire au nom du serviteur du grand prêtre de Ptah, Ptahânkh - Musée archéologique de Florence.

Grâce à ces titres, notamment religieux, on peut comprendre que Ptahmose jouait un rôle important dans le clergé de Ptah et de Sokar. C'est d'ailleurs une précision importante car on sait qu'Amenhotep III a particulièrement développé ce dernier culte notamment à Thèbes où il fonde un sanctuaire pour le dieu Ptah-Sokar-Osiris au sein même de son temple des millions d'années sur la rive occidentale de la capitale. Comme Ptahmose est qualifié d'architecte en chef des travaux dans les sanctuaires du dieu, il est donc fort probable qu'il participa directement à cette fondation thébaine.
En outre Ptahmose occupe des fonctions civiles importantes comme celles de gouverneur ou de préfet ce qui le place dans la hiérarchie du gouvernement du pays.
La renommée de Ptahmose a certainement été grande. Certains documents contemporains pourraient témoigner de l'aura du grand prêtre. On connaît en effet trois monuments au nom d'un « supérieur des chanteurs du temple de Ptah » et « chef des musiciens de Ptah » nommé Ptahânkh, qui se qualifie lui-même de « serviteur du grand des chefs des artisans Ptahmose ». Il s'agit de deux statues dont une statue cube exposée au musée des Beaux-Arts de Budapest, et une statuette représentant le dignitaire agenouillé présentant un bassin et d'une stèle triangulaire conservée à Florence.
Sur cette dernière stèle sont figurés Ptahânkh et le grand prêtre Ptahmose face à face, le premier faisant une offrande au second. Le style du relief est caractéristique du règne d'Amenhotep III, et plus spécialement la seconde partie de son règne, période pendant laquelle Ptahmose III est donc en fonction.
Enfin son souvenir a été conservé longtemps après sa mort. En effet la statue cube de Florence conserve partiellement l'inscription suivante rajoutée ultérieurement : 
« (...) qui fait vivre son nom (le nom de Ptahmose), le grand des chefs des artisans, Pahemnetjer, fils de (...) ».
On connait deux Pahemnetjer qui exercèrent le pontificat memphite sous la XIXe dynastie : 
- le premier Pahemnetjer, grand prêtre de Ptah sous le règne de Ramsès II, pourrait avoir ajouté cette mention sur la statue de Ptahmose en raison d'une ascendance prestigieuse et il s'agirait donc là d'une marque de piété filiale.
- le second Pahemnetjer à avoir exercé cette fonction sous la XIXe dynastie a vécu sous le règne de Séthi II. Comme l'inscription rajoutée de la statue de Florence se termine par une précision filiale, bien qu'incomplète, il est probable que pour des raisons identiques à celles qui ont fait préciser à Ptahmose le nom de son père, ce Pahemnetjer ait souhaité se différencier d'un prédécesseur homonyme et dans ce cas il ne peut s'agir que du second Pahemnetjer qui vécut à la fin de la XIXe dynastie. Il aurait ainsi souhaité restaurer la mémoire et la renommée de Ptahmose comme il l'a fait dans une démarche à la fois de piété à l'égard d'autres grand prêtres de Ptah.

Quoi qu'il en soit, cette statue qui reste le monument le plus parlant au nom de Ptahmose reste un chef-d'œuvre de la statuaire du règne d'Amenhotep III.

## Sépulture
Le tombeau de Ptahmose n'a pas été encore retrouvé à jour. 
Il faut probablement le situer à Saqqarah comme la plupart des tombeaux des grands prêtres de la XVIIIe dynastie.